# Vasdavidius miscanthus
Vasdavidius miscanthus is een halfvleugelig insect uit de familie witte vliegen (Aleyrodidae), onderfamilie Aleyrodinae.
De wetenschappelijke naam van deze soort is voor het eerst geldig gepubliceerd door Ko in Ko, Wu & Chou in 1998.